# Нідерланди в Першій світовій війні
Нідерланди після завершення війни з Бельгією в 1839 році обрали шлях нейтралітету на міжнародній арені, одночасно проводячи політику втримання від будь-яких військових союзів. Такої позиції країна дотримувалася й під час Першої світової війни та навіть на початку Другої світової. Як і сусідня Бельгія, Нідерланди мають стратегічно важливе розташування на материку, яке наражає країну на небезпеку в разі виникнення глобального конфлікту. Порушення Німецькою імперією в 1914 році недоторканності Люксембургу та Бельгії не тільки загострило міжнародний конфлікт, але й створило пряму загрозу окупації території Нідерландів. Однак, попри всі попередження та передбачення, цього не трапилося.
Хоча Нідерланди не постраждали від військових дій — країні був нанесений важкий економічний удар. Парадоксально, але його завдали не Німецька імперія та її союзники, а неузгоджені дії з боку країн Антанти. Неочікуване для всіх закінчення війни ознаменувалося зреченням від трону кайзера Вільгельма II та його переїздом до голландського міста Доорн. Родинні зв'язки з королевою Нідерландів Вільгельміною, а також авторитет на міжнародній арені останньої, дозволили втікачеві спокійно доживати свого віку, не побоюючись передачі іншим країнам попри прямі вимоги.

## Загальне становище
Нідерланди, усупереч історично постійним конфліктам із сусідніми країнами та незначні розміри, завжди відігравали одну з ключових ролей на політичній арені Західної Європи та світу загалом. Останніми масштабними військовими діями перед початком Першої світової війни для країни стала Бельгійська революція. Її закінчення в 1830 році ознаменувалося для Нідерландів втратою не тільки статусу Королівства, а й низки стародавніх історичних провінцій південних Нідерландів, Фландрії та Валлонської області Артуа.
Об'єднання Німеччини, що відбулося 18 січня 1871 року, стало першим тривожним сигналом для Нідерландів. Тогочасний уряд був переконаний, що політика нейтралітету буде найкращим засобом відсторонення від боротьби за глобальну європейську владу. Після цього Нідерланди обрали шлях політичної незалежності та збройного нейтралітету. На відміну від бельгійського нейтралітету, їхня країна не мала гарантій та підтримки від жодної європейської держави. Політичний нейтралітет нідерландців означав, що лише рішення уряду могло продовжити чи скасувати його. Це суперечило тогочасним поняттям нейтралітету, де приклад Швейцарії (в якій цей статус прямо зазначався в конституції) вважався класичним. Озброєний нейтралітет означав, що голландці підтримують та розвивають свою армію з метою захисту країни від будь-яких можливих зазіхань. З цього часу Нідерланди на міжнародній арені намагалися створити та закріпити про себе уявлення, як про країну, що не претендує на жодні території, окрім своїх власних. Щодо внутрішньої політики, то вона базувалася на принципі дотримання балансу у відносинах між материковою частиною та колоніями. Тогочасні нідерландські політичні та військові діячі дотримувалися думки про те, що їхня країна настільки важлива, що кожна з провідних європейських держав не дозволила б жодному зі своїх суперників її захопити. Єдиною для себе загрозою вони вважали територіальні претензії Японської імперії на голландську Східну Індію. Однак, навіть у цьому випадку нідерландці були переконані, що Британська імперія ніколи не дозволить японцям захопити нові території й таким чином зміцнити позиції в тихоокеанському регіоні.
Нідерландські військові стратеги наголошували, що нова війна між Францією та Німеччиною буде «більш ніж імовірною». Після вивчення можливих шляхів напрямку атаки вони дійшли висновку, що хоча в такому випадку бельгійський нейтралітет буде «більш ніж напевно» порушено, нідерландський нейтралітет матиме усі шанси на успішність. Усі наступні склади уряду Нідерландів акумулювали свої зусилля на те, аби якомога довше маскувати свою нейтральність у майбутній теоретичній війні. У роки, що передували війні, державні витрати на оборону коливались у діапазоні 20-30 відсотків від бюджету. Серед іншого було проведено повну модернізацію «Нової голландської ватерлінії». У 1874 році почалося будівництво «Лінії оборонних споруд Амстердама». За задумом даний об'єкт мав стати переконливим доказом того, що країна, яка будує військові споруди далеко від своїх кордонів, ілюструє свої неагресивні наміри. У таємному військовому сенсі ця оборонна лінія навколо столиці мала на меті протистояння вторгненню ворога максимум на шість місяців. За цей час уряд країни сподівався, що буде невідкладно надано військову допомогу від третьої сторони.

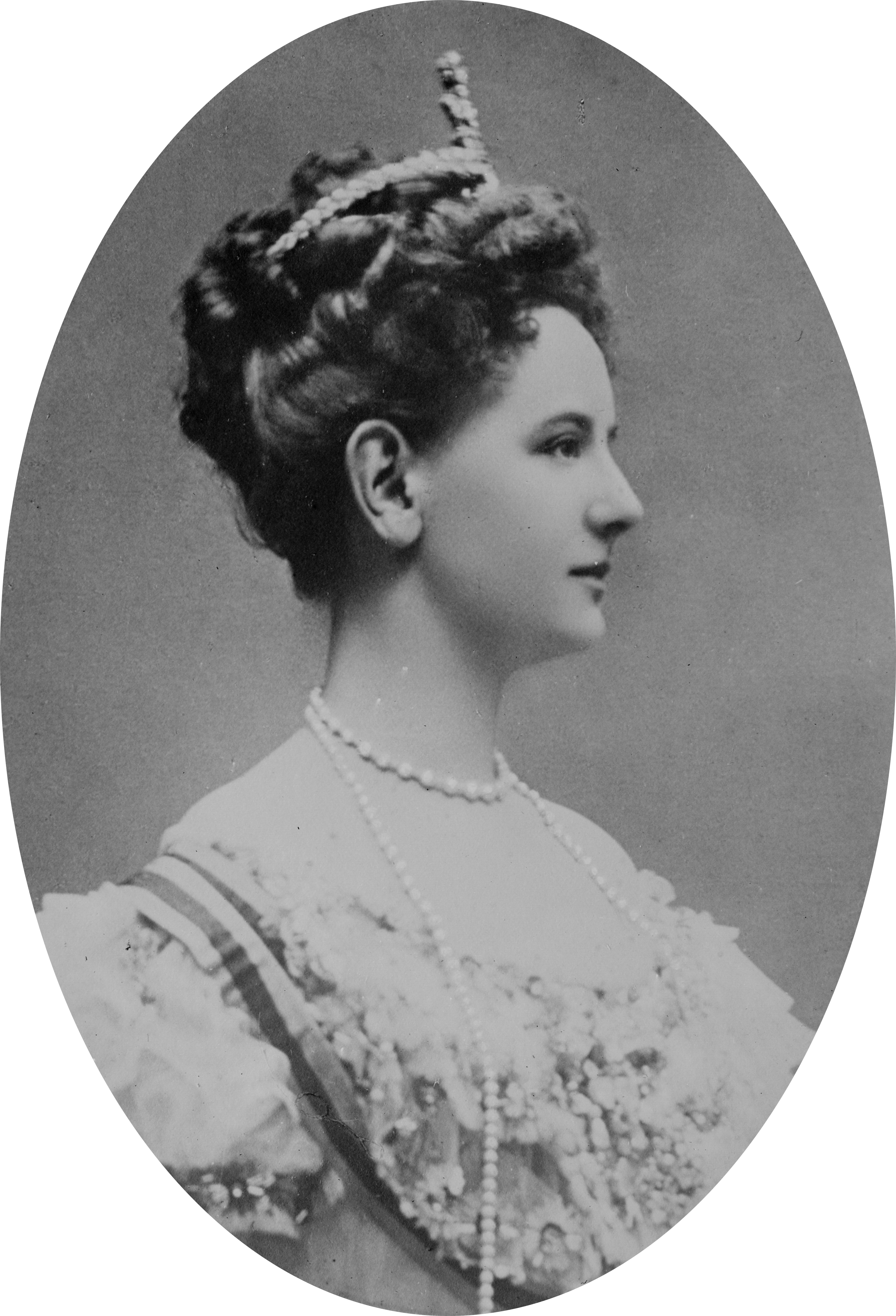
Королева Вільгельміна, 1909 рік

У 1910 році прийняли новий, значно дорожчий за попередній, законопроєкт про захист берегової лінії. Під час обговорення в парламенті члени уряду підкреслювали, що нідерландці повинні серйозно поставитися до важливості своєї національної оборони. Це було необхідним, щоби сформувати позитивний імідж в очах європейських країн, адже якби останні засумнівалися в них — про жодну допомогу не могло б бути мови. Подальші роки нідерландські політики та дипломати працювали за принципом «Дружба з усіма, альянси ні з ким», а також старанно уникали вибору сторін у будь-якому конфлікті, що відбувався за участю європейських держав. У цьому світлі цікавим з дипломатичної точки зору стала реакція Нідерландів на другу англо-бурську війну. Серед нідерландського населення існувало цілковите співчуття та підтримка Бурських республік, значна кількість населення яких була вихідцями з Нідерландів. Однак, позиція уряду була одностайною — залишатися осторонь конфлікту. Тогочасний міністр закордонних справ застеріг королеву Вільгельміну від прямої допомоги: «доцільно уникати будь-яких дій, які можуть призвести до публічної оцінки відносин між урядами Нідерландів та Британії, оскільки це може легко зачепити британську чутливість».
Єдина сфера, у якій нідерландці намагалися відіграти активну роль у європейській політиці, стало міжнародне право. Ведучи свою власну політику пошуку гарантів недоторканності, вони послідовно концентрували зусилля, щоб під час міжнародних конференцій були прийняті закони про війну, а також юридичні права, гарантії та обов'язки нейтральних країн. Нідерланди прийняли дві мирні конференції 1899 і 1907 років, на яких отримали міжнародне визнання нейтрального статусу країни. Ця репутація була ще більше закріплена, коли делегати на першій конференції світу обрали Гаагу, як місце для нової постійної палати третейського суду. Ще через чотири роки Ендрю Карнегі погодився профінансувати будівництво Палацу миру для розміщення суду, який офіційно був відкритий в серпні 1913 року. В тому ж 1913 році до влади в Нідерландах прийшов новий ліберальний уряд. Новим прем'єр-міністром став Пітер Корт ван дер Лінден який мав намір вирішувати національні проблеми конституційної реформи та освіти. Однак, уже через рік його уряд був змушений відмовитися від запланованої програми та відреагувати на загрозу неминучої загальноєвропейської війни, що наближалася. В останні дні липня 1914 року перед нідерландським урядом постало питання про те, чи проводити мобілізацію своїх збройних сил. Дилема була зрозумілою: повна мобілізація призвела б до великих суспільних потрясінь і коштувала б країні близько 12 мільйонів гульденів. З іншого боку, якщо нідерландська армія повинна була діяти як ефективний стримувач, то життєво важливо, щоби країна мобілізувала свої сили поперед будь-якого зі своїх сусідів. Врешті-решт, попри те, що варіанти німецьких планів війни виключали прохід чи захоплення Нідерландів, уряд вирішив 30 червня 1914 року оголосити мобілізацію. У 1906 році Гельмут фон Мольтке, племінник Гельмута фон Мольтке старшого, замінив Альфреда фон Шліффен на посаді начальника Генерального штабу. Останній в своїх стратегічних планах дотримувався думки про невідворотність вторгнення німецької армії через територію нейтральних Люксембургу та Нідерландів. На противагу йому фон Мольтке змінив наступальні плани — не порушуючи кордонів Нідерландів, просуватися рівнинними просторами бельгійської Фландрії та Люксембургу.

### Військовий стан справ
Після французько-прусської війни нідерландське військове командування зосередило свою увагу на Німецькій імперії. Це було обумовлено двома причинами: німці вважалися потенційно небезпечними супротивниками, але разом з тим їхня військова організація розглядалася, як ідеальна для наслідування. Нідерланди взяли за основу німецьку організацію Генерального штабу та планування мобілізації. Засвоївши приклад німецьких сусідів, вони в 1900 році створили мобільну польову армію на базі дивізіонної структури. Відсутність військової індустріальної потужності робило Нідерланди заручниками Німецької та Австро-Угорської імперій, що були основними постачальниками сучасного озброєння.

Схема оборонного укріплення навколо Амстердаму. Чорні крапки — оборонні споруди, синім зображено території, що підлягали негайному затопленню

Характеризуючи військовий стан справ Нідерландів напередодні Першої світової війни, слід зазначити головні відмінності від інших країн. По-перше, нідерландська армія була організована виключно для оборонних цілей і не мала ні наступальних можливостей, ні агресивних намірів. По-друге, оборона стратегія країни базувалася на двох принципах — польовій армії та системі оборонних укріплень на заході. Польові війська повинні були стримувати порушення своїх територій, але не активно протистояти супротивнику. У випадку повномасштабної прямої атаки ці війська були б зайняті затопленням оборонних ліній. Ці лінії захищали основні порти та військово-морські бази Північного моря, стратегічні міста (Амстердам, Роттердам, Гаага) та основні промислові комплекси країни. По-третє, хоча нідерландська армія в своїй організації брала приклад з Імперської армії Німеччини, але все ж значно відрізнялася від останньої. Нідерландський термін військової підготовки новобранців тривав лише вісім з половиною місяців. На такий крок уряд був змушений піти під впливом суспільства, однак наслідком стали сумніви щодо бойової спроможності від передових країн. З іншого боку армія ще в 1898 році була модернізована на прикладі прусської військової організації. Були введені категорії військовослужбовців постійного призову та резервного. З'явилися Ландвер (категорія військовозобов'язаних резерву II черги — для оборони фортець) та Ландштурм (для місцевої оборони та поповнення армійських резервів). Крім того, була започаткована підготовка офіцерів запасу, хоча й у невеликій кількості. У цілому в 1914 році нідерландці змогли мобілізувати та вивести на вогневі рубежі 200 тисяч чоловік, при населенні в 6,5 мільйонів чоловік. Головне завдання збройних сил (армії та флоту) Нідерландів полягало в тому, щоб відвернути будь-яку сторону війни від використання нідерландської території для ведення військових дій. У теорії військові допускали можливість, що коли армія опиниться віч-на-віч з ворогом, на поміч їй прийде інша зацікавлена в підтримці сторона.

## Стан справ під час війни

### Урядовий та військовий

Початковий план Шліффена від 1905 року мав у собі прохід німецьких військ через нідерландську провінцію Лімбург і безпосередньо місто — Маастрихт

25 липня 1914 року, коли в Сербії розпочалася мобілізація, офіцер Нідерландського Генерального штабу отримав телеграму від колишнього нідерландського офіцера з Кельна, у якій останній попереджав про невідворотну війну. В цю пору нідерландський начальник Генерального штабу генерал-лейтенант Корнеліс Якобюс Снейдерс був у відпустці, але після отриманих відомостей негайно повернувся. Снейдерс був одним із розробників нідерландського плану мобілізації від 1910 року. За його переконанням країна в разі початку глобального конфлікту повинна була першою за передові держави оголосити та розпочати мобілізацію, що б стало гарантією отримання від них допомоги в разі найгіршого сценарію. Снейдерс вважав, що німецьке вторгнення до Франції через нідерландську територію є можливим, хоча й найбільш небезпечним сценарієм війни. В цьому випадку нідерландська армія не змогла б ефективно протистояти німцям і повинна була відійти на північ, до провінції Брабант. Вже 26 липня армія почала підготовку до знесення своїх мостів та затоплень територій. Цей процес був складним, трудомістким та дуже дорогим завданням, але це не могло бути зроблено в останню хвилину. Процес затоплення був важливою складовою для захисту фортеці «Голландія» та «Амстердам». З 28 липня уряд розпочав процес підготовки до мобілізації. 31 липня, за день до Німецької імперії, Нідерланди оголосили про загальну мобілізацію. Завдяки цьому країна змогла підтвердити свій нейтралітет на міжнародній арені. Якби країна оголосила мобілізацію вже після Німецької імперії остання могла розцінити цей крок, як ворожий. Саме тому 2 серпня німці заявили, що будуть дотримуватися нейтралітету Нідерландів. Уже 4 серпня 1914 року їхні війська вдерлися до Бельгії. Пересуваючись вздовж нідерландських кордонів, але не порушуючи їх. В цей час в період з 1 по 3 серпня нідерландська армія й флот діяли відповідно планів Генерального штабу: оборонні лінії були заповнені солдатами, підготовлене затоплення місцевості, особистий склад польової армії зібраний, але не відправлений на межі кордону.
Для Нідерландів потенційна небезпека йшла не тільки від південно-східної частини країни, а й південно-західної. Антверпен був головним бельгійським портом, а також основною ціллю німецького удару. Іноземна допомога від союзників могла бути надана лише через естуарій річки Шельда, що знаходився на нідерландській території. Після вступу Великої Британії в війну Нідерланди 4 серпня закрили доступ на Шельду для будь-яких іноземних військових кораблів. Напругу знизити вдалося лише після завірення від Німецької та Британської імперій щодо поваги до нейтралітету Нідерландів та відмови від ведення військових дій на її території. У жовтні 1914 німецька армія взяла в облогу фортецю Антверпен. Після тривалих бомбардувань бельгійська армія залишила місто. Близько 30 тисяч бельгійських солдатів та 700 тисяч фламандських цивільних осіб шукали притулку в Нідерландах, де й були інтерновані на період війни. Вони були розміщені по всій території Нідерландів і більшість із них повернулися додому вже за декілька тижнів. Чутки від біженців про побачені чи пережиті звірства шокували нідерландське суспільство. Цивільні представники влади та військові отримали наказ для населення — у випадку вторгнення ворога не чинити йому жодного опору. Таким чином Нідерланди намагалися уникнути масових жертв серед людей та катастрофічних руйнувань серед інфраструктури. Німецька окупація Бельгії мала серйозні наслідки для нідерландців і становила потенційну загрозу нейтралітету країни.

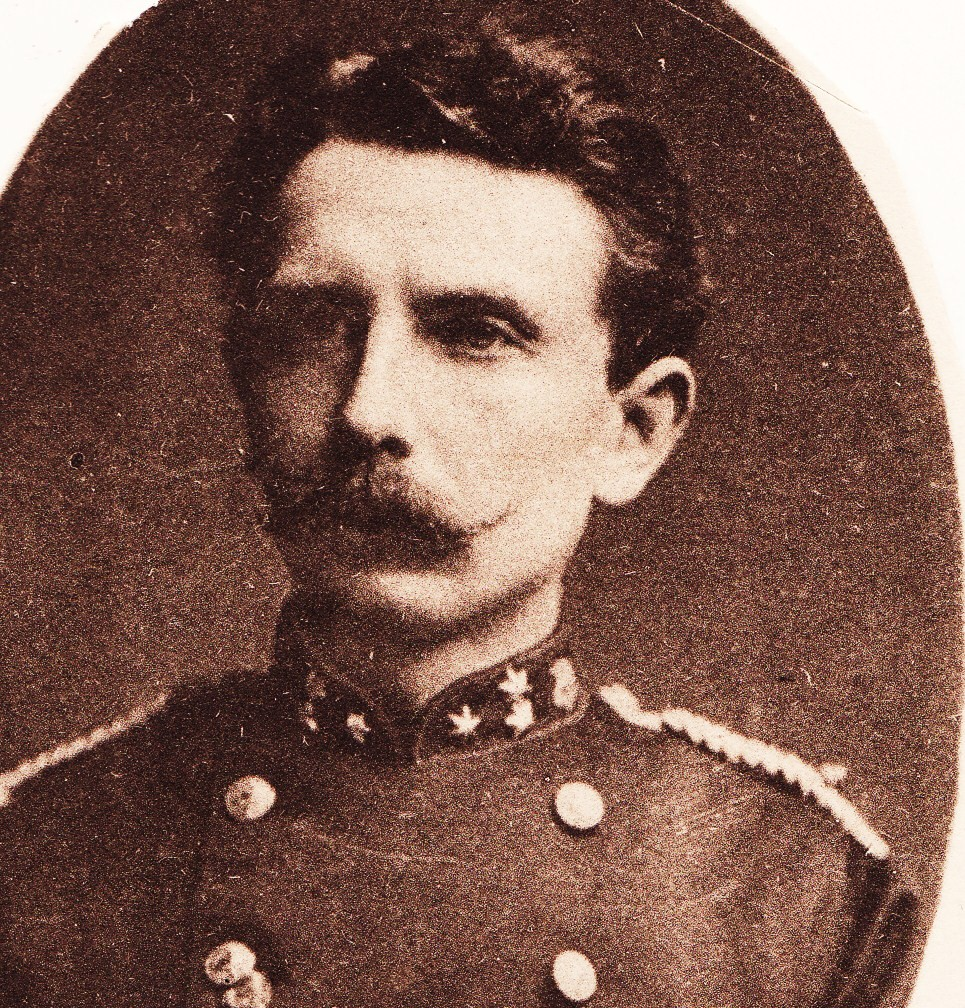
Генерал-лейтенант Корнеліс Якобюс Снейдер

З військової точки зору нейтралітет країни був вигідний Німецькій імперії та гарантував їм деяку перевагу: їхній правий фланг та логістичні шляхи були «під захистом». Додатковим чинником на їхню користь було те, що німці могли сконцентрувати всі сили для руху вперед, не залишаючи деякі сили вздовж кордонів з Нідерландами. Однак, з іншого боку, нідерландці до кінця війни не виключали можливості того, що, англійці завдадуть удару в тил німецьким військам використовуючи нідерландську територію навіть без згоди на те останніх. Також відносна близькість до фронту у Франції та Фландрії, будь-який серйозний рух, особливо відступ німців міг також поставити під загрозу нейтралітет Нідерландів. Усе це в сукупності розумів Корнеліс Якобюс Снейдерс і тому вимагав від війська максимальної зосередженості, а від уряду — заборонити демобілізацію в будь-якій формі. Уряд Нідерландів прислухався до його думки й у підсумку була збережена повна мобілізація, але зі змогою надання короткотривалих відпусток військовослужбовцям.
Ситуація для Нідерландів значно погіршилася в 1916 році. 29 березня 1916 року міністр закордонних справ Німеччини повідомив нідерландському послу в Берліні, що німці отримали інформацію щодо неминучої англійської атаки на провінцію Зеландія. Він загрозливо додав, що, хоча Німецька імперія високо цінує нідерландський нейтралітет його уряд зробить все необхідне задля захисту їхніх інтересів. Уряд Нідерландів не мав ніяких доказів щодо планів вторгнення Британії, однак стало зрозумілим, що ситуація стає критичною. На екстреному засіданні уряду було ухвалено повне скасування всіх відпусток військовослужбовців, а також збільшили розмір мобілізованих військовослужбовців на десять відсотків. Через те, що ці події припали на свято Великодня вони отримали назву — «Великодня тривога». На ранок 1 квітня уряд Нідерландів повідомив уряди країн Антанти про своє рішення активізувати військову силу у відповідь на потенційну загрозу. Однак, 2 квітня з Берліна до Гааги надійшло повідомлення, що інформація від розвідки була хибною, а вторгнення не таким вже і неминучим. Фактом залишається те, що ніхто з країн Антанти ніколи так і не повідомив уряд Нідерландів, що «Великодня тривога» (або «Березнева тривога») була умисною дезінформацією.
Поступово нідерландське суспільство почало відчувати на собі негативні наслідки перебування в країні значної кількості біженців, а також нестримного росту контрабанди. Не слід забувати, що райони, які були прикордонними з Німецькою імперією та окупованою Бельгією одразу перевели на особливий режим: цензура, обмеження руху людей, моніторинг іноземців та підозрюваних у шпигунстві, протидія незаконній радіотелеграфії. Варто зазначити то факт, що дотримання нейтралітету під час всесторонніх військових дій сформувало в уяві нідерландського суспільства ідею про так би мовити — обраність. Всі верстви суспільства, а особливо митці, філософи та правники одностайно засуджували необачність та нерозсудливість країн, що вели військові дії один проти одного. нідерландці, споглядаючи за перебігом та останніми новинами з фронту, ототожнювали себе з безпристрасними захисниками норм права, справедливості та раціональності. Саме тому в 1915 році Альберт Вервей в одному зі своїх творів схарактеризував нідерландців, як «возвеличених над усіма».

### Економічний
Політика нейтралітету також була тісно пов'язана з економічною особливістю Нідерландів. Закінчення Бельгійської революції з наступними втратами в території та людському ресурсі, призвело до того, що нідерландці мали відбудовувати економіку з нуля. Період з 1870-х років ознаменувався її швидким ростом, який був обумовлений масштабною зовнішньою торгівлею. Наприклад, їхня сільськогосподарська продукція реалізовувалася переважно на німецькому та британському ринках. Роттердам став провідним європейським торговельним центром, який з'єднує не тільки нідерландську, а німецьку промисловість з її торговельними партнерами за кордоном. Інший великий порт, Амстердам, як і в попередні часи, знову перетворився на центр колоніальної та фінансової діяльності. Також, слід згадати той факт, що бувши зовсім бідними на природні ресурси, промисловий сектор Нідерландів повністю залежав від імпорту сировини, верстатів та палива, переважно з Німеччини. Політика нейтралітету мала і свої негативні наслідки, які яскравіше всього стали очевидними після початку активних бойових дій між обома блоками. Згідно з міжнародним правом Нідерланди мали змогу здійснювати торгівлю з обома сторонами конфлікту. Однак, вже в 1914 році Велика Британія заявила свій протест через те, що Німецька імперія використовує порт Роттердаму для здійснення своєї зовнішньої торгівлі, поки її власні порти були блоковані Королівським флотом Британії.
В одноосібному порядку британці почали зупиняти всі транспортні засоби, що рухалися в будь-який з портів Нідерландів. Вони мотивували свої дії пошуком контрабанди й відпускали кораблі лише у тому випадку, якщо уряд Нідерландів гарантував, що конкретний вантаж надалі не буде відправлений Німецькій імперії. Пред'явлені вимоги уряд Корта ван дер Ліндена не міг виконати апріорі, оскільки повна заборона транзитної торгівлі для країни фактично означала блокадне положення. Не слід забувати також, що Нідерланди були пов'язані з Німецькою імперією Рейнською навігаційною конвенцією 1868 року, яка прямо забороняла сторонам договору чинити будь-які перешкоди на шляху вільного переміщення товарів з Роттердама по річці Рур до Північного моря. Уряд Корта ван дер Ліндена опинився в ситуації, коли вони стали заручниками ймовірного безвихідного становища. Виконати вимоги Лондона означало б економічний крах та відкриту конфронтацію з Німецькою імперією, дослухатись до вимог Берліна тягнуло б за собою конфронтацію з Антантою. Тим часом поки дипломати шукали шляхи виходу з цієї ситуації 17 серпня 1914 року міністр сільського господарства, промисловості та торгівлі Марія Віллем Фредерік Треуб попередив, що запаси зерна для внутрішнього споживання будуть вичерпані через двадцять днів. Як попереджувальні заходи він запропонував програму заходів «Grain Bureau» — державну монополію на купівлю зерна та його подальшого розподілу серед млинів та пекарень. Треуб намагався переконати Велику Британію, що імпортоване зерно буде використовуватися виключно для внутрішніх потреб. Тим часом дипломати змогли переконати колег у Берліні, що домовленості з Великою Британією є вимушеними перед наближенням голоду. У свою чергу німці погодилися та попередили, що подальші подібні дії будуть розцінюватися як порушення Нідерландами обов'язків нейтралітету.
Усі ці фактори не могли не позначитися на суспільному житті. Уже в листопаді 1914 року почався процес неконтрольованого росту цін. Амстердамська фондова біржа закрилася, велика кількість людей почала знімати свої заощадження, а паби приймати тільки срібні монети, які були стабільними у вартості. Національний банк Нідерландів вжив ряд заходів для стабілізації економіки: заборонялося вивезення золота та було введено в обіг нові монети «zilverbons» для заміни срібних монет. Королева Вільгельміна зробила особистий грошовий внесок, а також передала значну кількість шерсті та одягу до новоствореного Національного фонду допомоги знедоленим сім'ям. В 1915 році ціни на хліб досягли такої відмітки, що уряд був змушений вводити систему субсидіювання для неспроможних купити собі їжу. На початку літа 1916 року державні видатки на продуктову субсидію сягнули мільйонів гульденів. Розпочата Німецькою імперією необмежена підводна війна майже повністю паралізувала нідерландські морські перевезення. По мірі просування війни їхні кораблі були затоплені морськими мінами або німецькими торпедами, що різко скоротило обсягу тоннажу, доступного для нідерландської торгівлі. Багато разів нідерландські кораблі ставали об'єктом повітряного нападу німецької авіації, хоча мали на борту всі необхідні знаки нейтрального судна й заздалегідь передавали обумовлені сигнали. Це траплялося через те, що британці почали використовувати розпізнавальні знаки Нідерландів на своєму торговому флоті. З цього приводу міністр закордонних справ Нідерландів Джон Лаудон направив в МЗС Великої Британії лист, у якому говорилося, що подібні дії «компрометують нейтральний прапор, кидають тінь сумніву на нейтральні кораблі, які йдуть під своїм прапором, піддаючи їх ризику бути знищеними ворожими кораблями…».
Після лютого 1917 року проблема нідерландського транспорту стала практично катастрофічною, оскільки майже ніхто з судновласників не наважувався віддати наказ залишити порт, через невідворотну загрозу німецьких торпед або захоплення судна. Протягом 1917—1918 років уряд Нідерландів був змушений піти на радикальні заходи, а саме розпочати експортувати картоплю в Британію та Німеччину в обмін на вугілля для функціювання транспортних засобів та фабрик. Також у цей період видався неврожайний рік, що зрештою вилилося в суспільні заворушення в багатьох містах, особливо — Амстердамі. Значним охолодженням у взаємовідносинах можна схарактеризувати ставлення королеви Вільгельміни до країн Антанти. Ціла низка неузгоджених дій останніх призвели до тяжких фінансових наслідків для Нідерландів, що дотримувалася нейтралітету. Спочатку блокування в британських портах нідерландських кораблів, а потім відверта конфіскація цих кораблів зі сторони США та подальше використання ними їх у власних цілях не могло не нашкодити довірі один до одного. Королева Вільгельміна була настільки обурена, що можливо, рішення про надання притулку та гарантування безпеки колишньому кайзеру Вільгельму II було відповіддю Антанті на відношення до Нідерландів.

## Післявоєнний стан

### Загальна картина

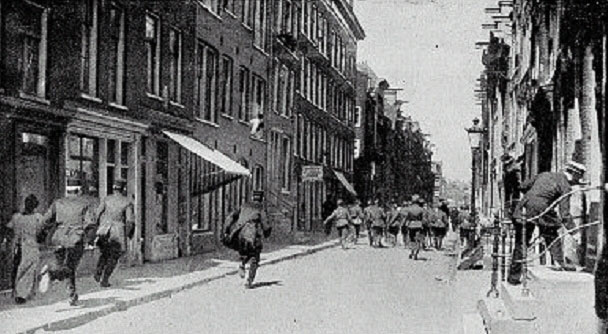
Поліція переслідує учасників «картопляного бунту», 1917 рік

Світова війна привела в Нідерландах до згортання деяких галузей виробництва, зростання в країні безробіття та інфляції. Індекс вартості життя в країні підвищився з 1914 по 1918 року на 175 %, а слабо контрольована грошова маса в обороті збільшилася з 321,8 млн гульденів на початку 1914 до 1069,3 млн в грудні 1918 року. Це не могло не відбитися на положенні населення. Повсюдна нестача продуктів, особливо у великих містах, привела до так званих «картопляних бунтів», коли натовп нападав на крамниці, склади й баржі з картоплею, громив магазини та чинив опір поліції. Посилився рух страйкарів, пік якого припав на 1918 рік. Хвилювання охопили всю країну, й у травні 1918 року до нього приєдналися робітники стратегічно важливих підприємств: військового заводу в Хембрюге, конструкторські майстерні Делфта й військовий порт Амстердама. Варто зазначити, що рівень руху страйкарів у Нідерландах у цілому був набагато нижчий, ніж в інших європейських країнах. Уряд вживав усі можливі заходи, щоб не тільки контролювати, а й розв'язати проблему з продовольством і товарами першої необхідності. Було введено нормування цін на основні види продуктів і їх розподіл, зафіксовані ціни на деякі види послуг (наприклад, квартплату) і розмір заробітної плати. Уряд субсидіював значними сумами підприємства та профспілки. Попри те, що перемога у війні була за Антантою, Нідерланди опинилися в скрутному становищі. Бельгія відкрито заявила про територіальні претензії до Гааги, зажадавши анулювання всіх договорів з 1839 року й вимагала передачі нідерландської провінції Лімбург. Уряду та королеві Вільгельміні коштувало великих зусиль в ході переговорів відхилити територіальні претензії Бельгії. Не в останню чергу цьому сприяли настрої серед самого населення Лімбургу, які виразили бажання залишатися нідерландськими підданими. Нідерланди, як і інші нейтральні країни, використовували війну для заробітку. Армії ворожих країн також користувалися послугами Нідерландів, особливо в питанні постачання продовольства.
Навіть дефіцит сировини на внутрішньому ринку, а також блокада транспортних шляхів, призвели до позитивного розвитку економіки. Відрізані від більшості зовнішніх ринків, Нідерланди були вимушені опанувати для себе нові галузі промисловості — чорну металургію в Північних Нідерландах, електротехнічну промисловість, виробництво штучного шовку та інші. Істотно збільшилося будівництво торгових кораблів: якщо в період з 1910 по 1914 роки флот налічував 84 тис. брутто-реєстрових тонн, то з 1914 по 1920 роки — 131 брт. За роки Першої світової війни золотий запас країни виріс у 4,5 раза. Не було зафіксовано негативних змін і в темпі зростання населення, у 1919 році його чисельність складала вже 6,8 млн чоловік. Попри це стан справ у самому суспільстві був напруженим. Восени 1918 року в рядах армії почалися хвилювання. В ніч з 25 на 26 жовтня в казармах міста Гарскамп півтори тисячі піхотинців підняли повстання. Серед їхніх вимог було покращення харчування та відновлення скасованих відпусток. Згодом подібні виступи прокотилися казармами в Зволле, Вліссінгену, Утрехті та інших. У цей час на підприємствах Амстердама формувалися робітничі ради й населення виходило на мітинги, організовані соціал-демократами. Революційна газета «Трибуна» прямо закликала створювати ради, брати владу в свої руки та позбутися монархії. Навіть в такій напруженій ситуації уряд був спроможний проводити важливі реформи. Уже в 1919 році загальне виборче право поширювалося й на жінок, а у 1922 році жінки вперше прийшли на виборчі дільниці. Усе ж у тому 1919 році були ухвалені закони про 45-годинний робочий тиждень, про заборону праці підлітків до 14 років, про зниження пенсійного віку з 70 до 65 років, та збільшення в півтора раза розміру пенсії. З моменту створення в 1919 році Ліги націй Нідерланди стали її постійним членом. У двадцятих роках країна орієнтувалася переважно на Велику Британію й остання всіляко сприяла блокуванню будь-яких відносин нідерландського уряду з Радянським союзом. Тридцяті роки ознаменувалися зближенням Нідерландів з США. У цей період нідерландський уряд все більш неохоче йшов на контакти з Великою Британією й Францією через їх політику протистояння Німеччині. Досить тісні відносити з німцями призвели до того, що 29 жовтня 1937 року останні запропонували вкласти договір про гарантування нейтралітету Нідерландів, який, однак, останні відмовилися підписувати.
Одразу після закінчення війни нідерландські вчені, історики та юристи розпочали дослідження та аналізування причин виникнення війни. Їхня праця широко публікувалися в місцевих газетах та журналах. Найвідомішим серед них був Ніколас Япіксе, який, через особистий вплив війни на нього, досліджував місце Нідерландів в ході конфлікту. Він очолив нідерландський комітет з вивчення причин війни, а з жовтня 1921 року був членом Центральної комісії з нейтрального вивчення причин світової війни, заснованої норвезьким юристом і філософом — Германом Гаррісом Ааллом. У 1921 році Япіксе опублікував свою працю «Die Stellung Hollands im Weltkrieg». У ній він відстоював погляд про те, що війна не була викликана винятково Німецькою імперією. Додатково Япіксе наголошував на правильності вибраної політики нейтралітету як з військової, так й економічної сторони. Надалі інтерес до війни зазнав спаду, що було викликано зародженням та розвитком нової. Лише останнім часом нідерландські дослідники повернулися до теми Першої світової війни. Наслідують приклад нідерландських колег історики Марк Фрай (Німеччина) Гюберт ван Тьюл ван Сероскеркен (нід. Hubert van Tuyll van Serooskerken, США) та Мартьє Абенгюйс (Maartje Abbenhuis), Нова Зеландія).

### Офіційні втрати

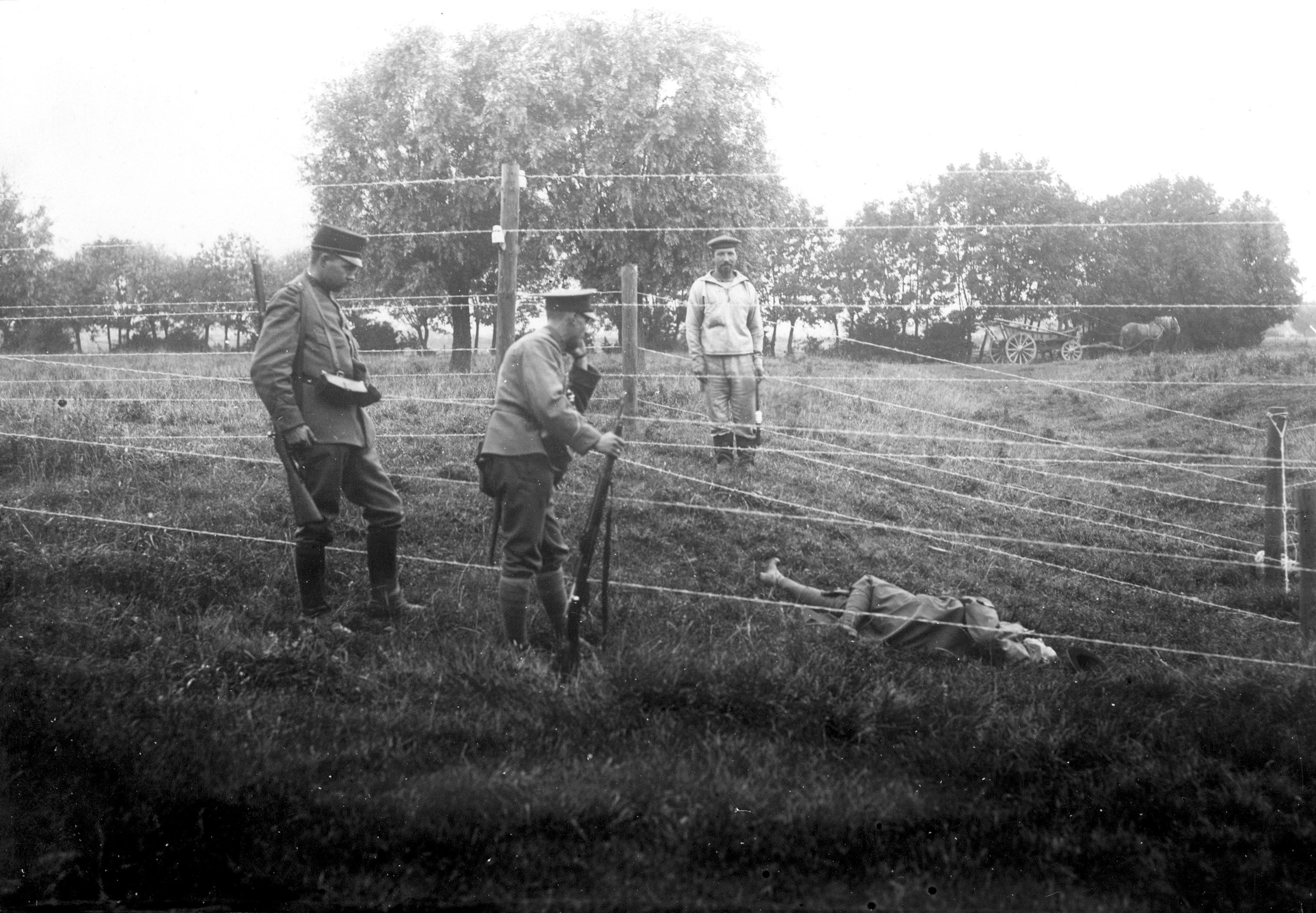
Одна із численних жертв уражених струмом, 1915 рік

Доктор історичних наук Герман Стапелкамп (нід. Herman Stapelkamp) при дослідженні втрат Нідерландів у Першій світовій війні наводить наступні цифри: 62 торговельних та рибацьких суден, а також близько двохсот жертв. Інший нідерландський історик Л. Л. фон Мюнхінг (нід. L.L. von Münching) у своїй книзі «De verliezen van de Nederlandse koopvaardij in de Eerste Wereldoorlog 1914—1918» наводить наступні відомості. Під час війни країна втратила 124 судна торговельного флоту (з них 34 потоплені підводними човнами) і загалом 454 чоловік. 14 жовтня 1920 року в місті Ден-Гелдер було відкрито монумент у пам'ять про 58 місцевих рибаків, що не повернулися додому. Також невідома кількість нідерландців, які були контрабандистами, шпигунами чи добровольцями, що прагнули вступити до партизанських загонів Бельгії — загинули під час перетину «Дроту смерті». Останній був огорожею під високою напругою, що її було побудовано за наказом німців на кордоні Бельгії з Нідерландами протяжністю більше ніж 300 км. Про жертви серед нідерландців стало відомо з доповідних записок патрульних та вартових німців, які були відповідальними за різні ділянки огорожі. Статистику померлих або встановлення їх особи німці не вели, а ідентифікацію здійснювали шляхом виявлення трупів: якщо перебував на дроті зі сторони Нідерландів, то — нідерландець, якщо з протилежної сторони — бельгієць, англієць чи росіянин. Існують відомості про завдання шкоди від дій військ Антанти і Німецької імперії. Повітряні бої між ними недалеко від кордонів Нідерландів призводили до падіння літаків чи уламків на нідерландській території. 22 жовтня 1916 року німецький дирижабль помилково скинув дві запалювальні бомби на місто Ґорінхем. Однак, цей випадок не призвів до істотних руйнувань чи каліцтва серед населення. Все змінилося в ніч 29 на 30 квітня 1917 року, коли британська авіація здійснила бомбардування міста Зірікзе, що призвело до смерті трьох жителів. Уряд Нідерландів домігся виплати компенсації від Великої Британії, що становила 10 тис. фунтів стерлінгів. Додатково нідерландські війська отримали дозвіл від командування збивати будь-які летальні апарати в небі над власною територією, окрім своїх власних.